# Billy Jagar

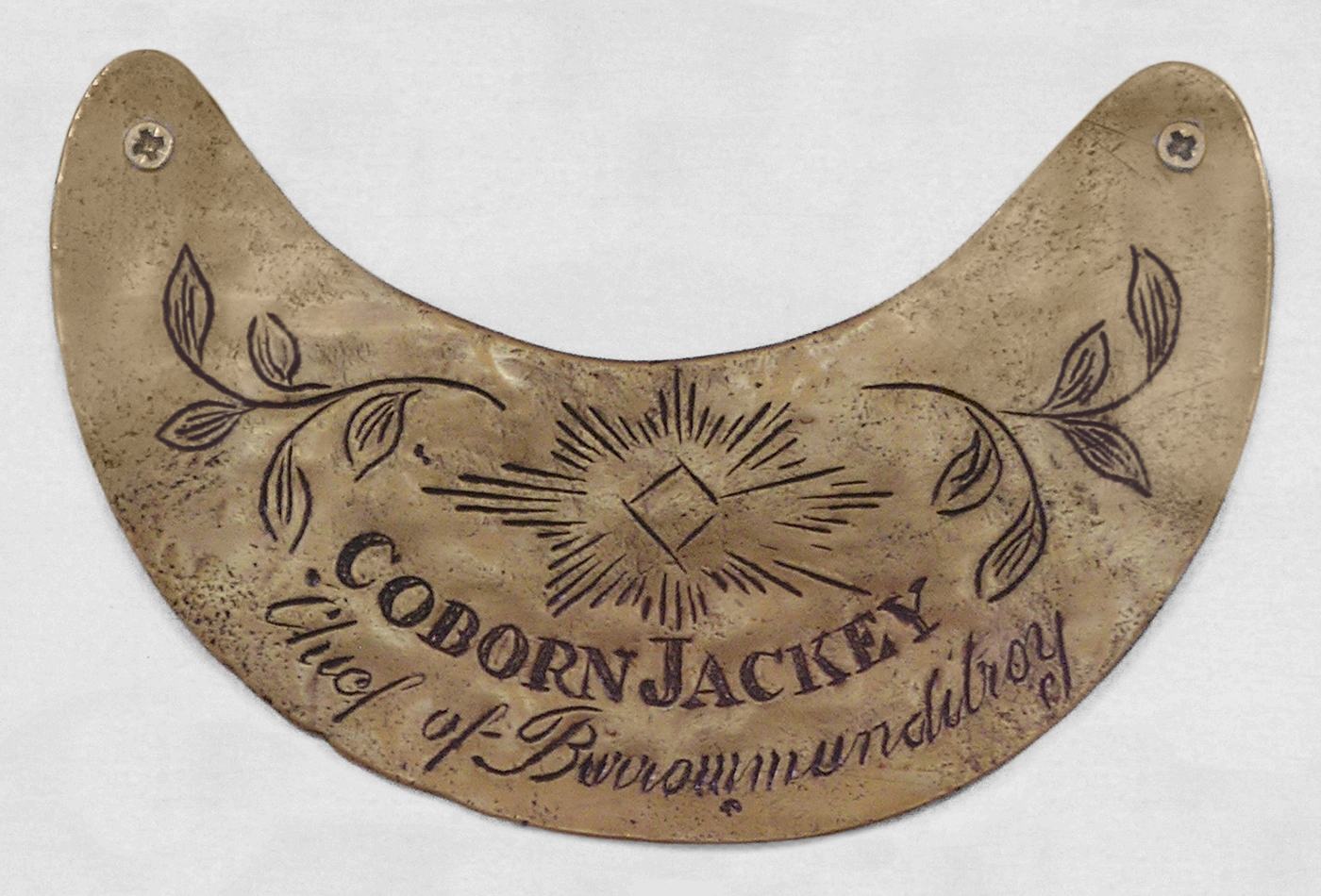
Abbildung einer King plate, hier von Jackey Coborn

Billy Jagar (* 1870; † 1930), auch King of the Barron genannt, war ein Elder der Aborigines vom Stamm der Yirrganydji. Er ist dadurch besonders bekannt geworden, dass er als Einziger zwei King plates (Königsplatten) erhielt. King plates vergaben die Engländer in der Zeit der Kolonisation Australiens erstmals 1815 durch den Gouverneur Lachlan Macquarie von New South Wales, um Führungspersönlichkeiten innerhalb der Stämme der Aborigines hervorzuheben, Stämme in Gruppen aufzuteilen und um Ansprechpartner zur Durchsetzung ihrer Kolonialpolitik zu haben. Die erste Plakette erhielt Jagar von der Kolonialregierung in Queensland im Jahre 1898, als er auch zum King of Barron ernannt wurde, und die zweite erhielt er von dem damaligen Protector of Aborigines am Tage des Empire am 24. Mai 1906.
Als Jagar in einem Camp der Aborigines im Jahre 1930 starb, verschwanden die beiden Plaketten. Während des Zweiten Weltkriegs erhielt der auf den Fidschi stationierte Soldat Sergeant Douglas Cuprak  die Plakette aus dem Jahr 1898, die er nach Kriegsende in seinem Haus in Nord-Dakota aufhängte. Seine Töchter Margaret und Laura forschten nach der Herkunft der King plate. Als sie erfuhren, woher sie stammte, gaben sie sie am Reconciliation Day im Mai 2005 in Cairns an Jagars Urenkelin Jeanette Singleton zurück.
Im Jahre 2007 wurde ein Grabstein für Jagar auf dem Martyn Street Cemetery aufgestellt, und über 100 Personen kamen zum Friedhof, wo seine Urenkelin, Jeannette Singleton, sagte: „It's important to have a physical recognition like that for future generations.“ (Es ist wichtig ein physisches Erinnerungsstück für die zukünftigen Generationen zu haben). Auf der Gedenkveranstaltung war auch die King plate am Grabmal niedergelegt worden. Die Familie Jagars ist weiterhin auf der Suche nach der zweiten Plakette.